# Lutynia (przystanek kolejowy)
Lutynia – przystanek osobowy zlikwidowanej 12 stycznia 1986 roku linii Krotoszyńskiej Kolei Dojazdowej relacji Krotoszyn Wąskotorowy - Dobrzyca - Pleszew Wąskotorowy - Pleszew Miasto - Broniszewice. Przystanek powstał z chwilą budowy linii relacji Dobrzyca - Pleszew Miasto w 1900 r. Pierwszy skład przejechał przez Lutynię 10 lipca 1900 r. Po likwidacji przez Polskie Koleje Państwowe KKD tory, peron i wiata zostały rozebrane.